# João Zilhão
João Carlos Teiga Zilhão (født i 1957) er en portugisisk professor i palæontologi ved universitetet i Bristol. Tidligere var han lærer ved universitetet i Lissabon, og han har desuden forelæst ved universiteter i Frankrig.
João Zilhao er især kendt for sin fremtrædende rolle i udforskningen af neanderthalmenneskers uddøen og Aurignackulturens og cro magnon-menneskets fremtrængen i Europa. På grundlag af sine omfattende forskninger på den Iberiske halvø har han gjort sig til talsmand for, dels at neanderthal-mennesket af økologiske årsager var i stand til at modstå det moderne menneskes fremtrængen syd for Ebro-floden på den Iberiske halvø i flere tusinde år, dels har han argumenteret for muligheden for tværracelige familieforbindelser mellem neanderthal-mennesker og cro magnon-mennesker i denne tid, i hvilken opfattelse han har haft omfattende modsigelse fortrinsvis fra Paul Mellars og dennes støtter, der ganske har afvist dette. Som et vigtigt støttepunkt for sit standpunkt har han peget på fundet af et barneskelet i Lagar Velho i Portugal, der udviser blandede træk fra neanderthal- og cro magnon-mennesker. Et andet stridspunkt i debatten har været tolkningen af udgravningen af Grotte des Fées (châtelperron), der anses for et nøglested for forståelsen af forholdet mellem de to menneskeracer.
Zilhao har arrangeret flere internationale forskerkonferencer inden for sine egne forskningsområder og har modtaget flere internationale hæderspriser for sin forskning, blandt andet Humboldt Foundation Research Award i 2003 og London Prehistoric Societys Europa Prize i 2005.

## Bøger og artikler
- João Zilhão: "Le passage du Paléolithique moyen au Paléolithique supérieur dans le Portugal" (i: V.Cabrera et.al.: El origen del hombre moderno en el Suroeste de Europa (Madrid 1993), s. 127-145;
- João Zilhão: "The Paleolithic settlement of Portuguese Estramadura after the last glacial maximum" (i: J.M.Fullola, N.Soler (eds.): El món mediterrani després del Pleniglacial (18.000-12.000 BP) (Girona 1997), s. 233-242;
- João Zilhão: "The extinction of Iberian Neanderthals and its implication for the origins of modern humans in Europe" (i: F.Facchini et.al.: XIII International Congres of Prehistoric and Protohistoric Sciences (1998), s. 299-312;
- João Zilhão: "The Ebro frontier: a model for the late extinction of Iberian Neanderthals" (i: C.Stinger, R.N.E.Barton, C.Finlayson (eds.): Neanderthals on the edge: 150th anniversary conference of the Forbes Quarry discovery, Gibraltar (Oxford 2000), s. 111-121;
- João Zilhão: "Nature and culture in Portugal from 30.000 to 20.000 bp" (i: W.Roebroeks, M.Mussi, J.Svoboda, K.Finnema: Hunters of the Golden Age: The Mid Upper Palaelolithic of Euroasia 30.000-20.000 pb (Leiden 2000), s. 337-354;
- João Zilhão: Anatomically Archaic, Behaviorally Modern: The Last Neanderthals and Their Destiny (Amsterdam 2002);
- João Zilhão: "Genes, Fossils and Culture. An Overview of the Evidence of the European Upper Paleolithic" (i: Proceedings of the Prehistoric Society nr. 72 (2006), s. 1-20;
- O.Bar-Yosef, João Zilhão (eds.): "Towards a Definition of the Aurignacian" (Trabalhos de Arqueologia 45, Lisboa 2006);